# ام‌وی کییبرون
ام‌وی کییبرون (به انگلیسی: MV Quiberon) یک کشتی بود که طول آن ۱۲۹٫۰۱ متر (۴۲۳٫۳ فوت) بود. این کشتی در سال ۱۹۷۵ ساخته شد.